# Olenino (stacja kolejowa)
Olenino (ros. Оленино) – stacja kolejowa w miejscowości Olenino, w rejonie olenińskim, w obwodzie twerskim, w Rosji. Położona jest na linii Moskwa - Siebież.

## Historia
Stacja powstała na początku XX w. na linii moskiewsko-windawskiej pomiędzy stacjami Czertolino i Mostowaja.